# Красный Яр (Новосибирский район)
Красный Яр — посёлок в Новосибирском районе Новосибирской области России. Входит в состав Кубовинского сельсовета.

## География
Площадь посёлка — 37 гектаров.

## Население
| 2002 | 2007  | 2010  |
| ---- | ----- | ----- |
| 2031 | ↗2151 | ↘1952 |

## Инфраструктура
В посёлке по данным на 2007 год функционируют 1 учреждение здравоохранения и 2 учреждения образования.